# Liste der Vizekönige von Río de la Plata
Das Vizekönigreich Río de la Plata wurde 1776 vom Vizekönigreich Peru getrennt und hatte bis zur Unabhängigkeit der Provincias Unidas del Río de la Plata Bestand. Die Unabhängigkeitsbewegung erklärte mit der Mai-Revolution am 25. Mai 1810 die Übernahme der Macht durch eine einheimische Junta, die formelle Unabhängigkeitserklärung erfolgte im Kongress von Tucumán am 9. Juli 1816.

## Liste der Vizekönige Río de la Plata
Dies ist eine Liste der Vizekönige, die über das Vizekönigreich Río de la Plata regiert haben.
In drei Fällen regierte übergangsweise der Präsident der Audiencia, des höchsten Gerichtshofs in Buenos Aires.
| Porträt | Name des Vizekönigs                                      | Amtszeit                          | Bemerkung                                                     |
| ------- | -------------------------------------------------------- | --------------------------------- | ------------------------------------------------------------- |
|         | Pedro Antonio de Cevallos Cortés y Calderón              | Oktober 1777–12. Juni 1778        |                                                               |
|         | Juan José de Vértiz y Salcedo                            | 12. Juni 1778–7. März 1784        |                                                               |
|         | Nicolás Francisco Cristóbal del Campo, Marqués de Loreto | 7. März 1784–4. Dezember 1789     |                                                               |
|         | Nicolás Antonio de Arredondo                             | 4. Dezember 1789–16. März 1795    |                                                               |
|         | Pedro de Melo de Portugal y Vilhena                      | 16. März 1795–15. April 1797      |                                                               |
|         | La Real Audiencia de Buenos Aires                        | 15. April 1797–2. Mai 1797        |                                                               |
|         | Antonio Olaguer Feliú                                    | 2. Mai 1797–14. März 1799         |                                                               |
|         | Gabriel de Avilés y del Fierro, Marqués de Avilés        | 14. März 1799–20. Mai 1801        |                                                               |
|         | Joaquín del Pino y Rozas, Romero y Negrete               | 20. Mai 1801–11. April 1804       |                                                               |
|         | La Real Audiencia de Buenos Aires                        | 11. April 1804–23. April 1804     |                                                               |
|         | Rafael de Sobremonte, Marqués de Sobremonte              | 23. April 1804–10. Februar 1807   |                                                               |
|         | La Real Audiencia de Buenos Aires                        | 14. Oktober 1806–10. Februar 1807 |                                                               |
|         | William Carr Beresford                                   | 27. Juni 1806–13. August 1806     | Kommandant des britisch besetzten Buenos Aires                |
|         | Santiago Antonio María de Liniers y Bremont              | 10. Februar 1807–30. Juni 1809    | von Feb 1807 bis Mai 1808 Interims-Vizekönig                  |
|         | Baltasar Hidalgo de Cisneros y la Torre                  | 30. Juni 1809–25. Mai 1810        | Wurde am 25. Mai 1810 im Rahmen der Mai-Revolution entmachtet |

Die Provincias Unidas del Río de la Plata hatten am 25. Mai 1810 den Vizekönig abgesetzt und durch eine Regierungsjunta ersetzt, ab diesem Zeitpunkt befand sich die spanische Kolonialregierung faktisch im Krieg mit der Unabhängigkeitsbewegung und verlor Zug um Zug ihr Einflussgebiet. Die Unabhängigkeitserklärung der Vereinigten Provinzen des Río de la Plata durch den Kongress von Tucumán wurde 1816 durch Spanien anerkannt.
| Porträt | Name des Vizekönigs      | Amtszeit                          | Bemerkung |
| ------- | ------------------------ | --------------------------------- | --- |
|         | Francisco Javier de Elío | 31. August 1810–18. November 1811 | formelle Bestätigung der faktischen Amtsübernahme am 19. Januar 1811; Rücktritt als Vizekönig im Januar 1812 |